# Réemploi

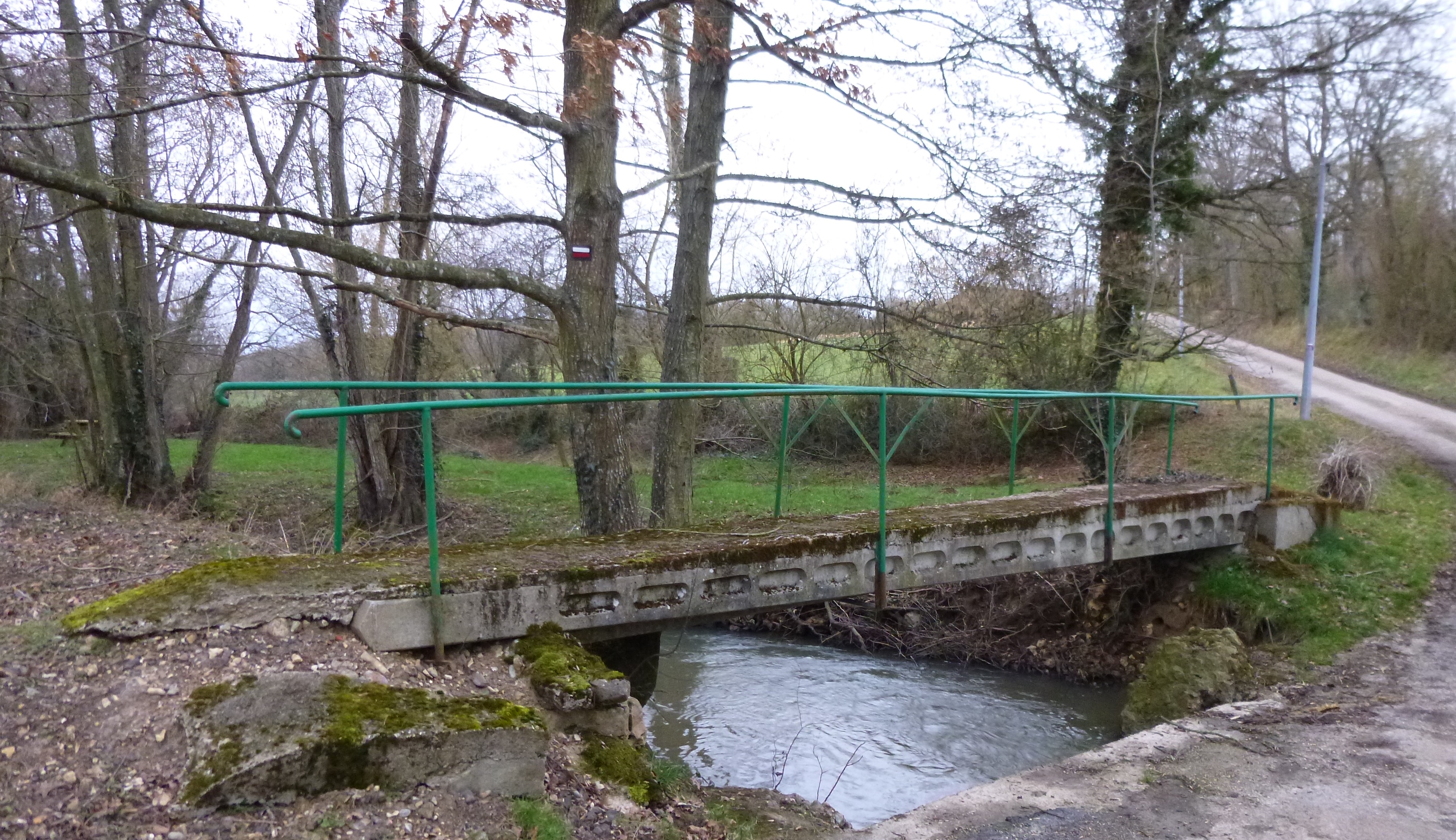
Exemple de réutilisation : poteaux électriques et blocs de chemin de fer pour une passerelle.

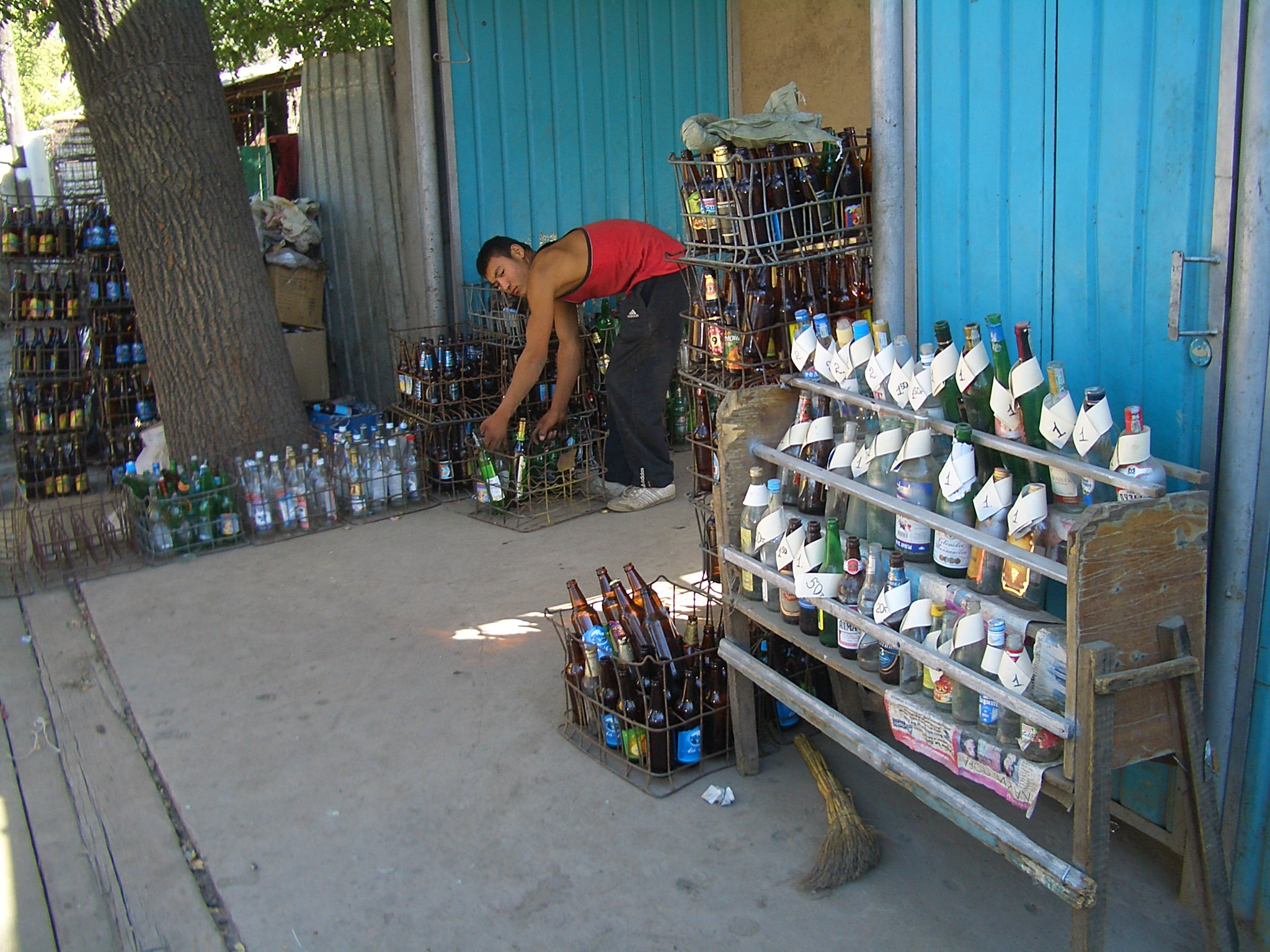
Exemple de réemploi : vente pour réemploi de bouteilles déjà utilisées à Bishkek, au Kyrgyzstan.

Le réemploi est, dans le domaine de la prévention des déchets et de l'économie circulaire, l'ensemble des systèmes et filières permettant de récupérer des objets avant qu'ils ne soient jetés, pour leur donner une seconde vie. Il évite ainsi que des biens en fin de vie ne deviennent des déchets.
L'archéologie et l'histoire ont montré que le réemploi a existé de tout temps, notamment en architecture,,,, et il n'est pas jugé négatif d'utiliser des déchets dans la construction. Le réemploi est aussi vecteur d'emploi et de réinsertion sociale, par exemple dans les ressourceries, les recycleries et au sein du mouvement Emmaüs.

## Éléments de définition
La notion de réemploi est distincte du recyclage, de la réparation (avec ou sans pièces détachées) et de la réutilisation, qui connaissent des fortunes diverses selon les pays, les contextes sectoriels et les époques. De manière générale,
- le réemploi conserve la fonction initiale de l'objet : une roue de voiture est réemployée si elle demeure une roue dans sa seconde vie. Dans le domaine des véhicules, où le réemploi et l'économie circulaire sont depuis peu encouragés par la loi[10], une « pièce de réemploi » est une pièce détachée d'occasion (qui provient d'un objet ayant déjà été utilisé)[11]. En France, où le marché de la pièce de réemploi a été estimé à environ 300 millions d'euros par an en 2015 (soit 2 % du marché de la pièce de rechange), la Loi Consommation impose depuis le 1er mars 2015 aux professionnels d'informer les consommateurs de la durée de disponibilité des pièces détachées des produits qu'ils mettent sur le marché quand cette pièce est indispensable à l'utilisation d'un bien[12], cette information doit figurer sur « tout document commercial ou sur tout support durable accompagnant la vente de biens meubles. »[12] ;

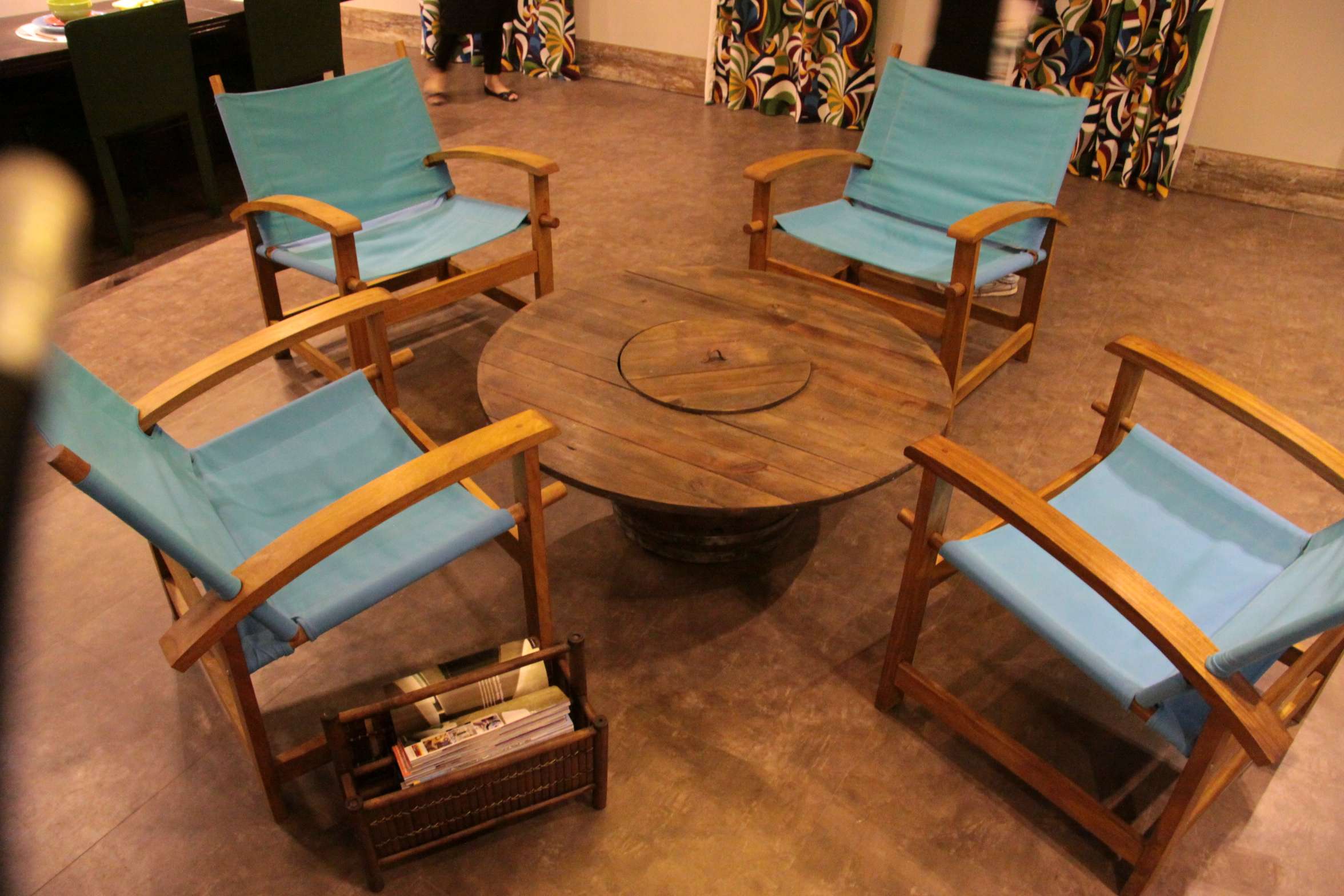
Une bobine de câble électrique réutilisée comme table basse.

- la réutilisation conserve la forme mais pas la fonction : une chambre à air de roue peut être réutilisée comme bouée ou flotteur ;
- le recyclage ne conserve que la matière : le pneu est broyé pour en récupérer une poudrette de caoutchouc réutilisable comme matière première et du fil métallique qui peut être fondu et réutilisé ;
- la valorisation énergétique concerne le contenu énergétique du produit : un pneu converti en poudrette est incinéré dans une cimenterie.

Le réemploi peut concerner un objet produit ou tout ou partie de ses composants.
Certains produits, comme les batteries et accumulateurs, sont prévus pour être réemployés (et non réutilisés), mais leur qualité se dégrade avec le temps. Le papier se recycle plusieurs fois, mais la fibre finit par être fragilisée et doit alors être mélangée avec une pâte à papier neuve.

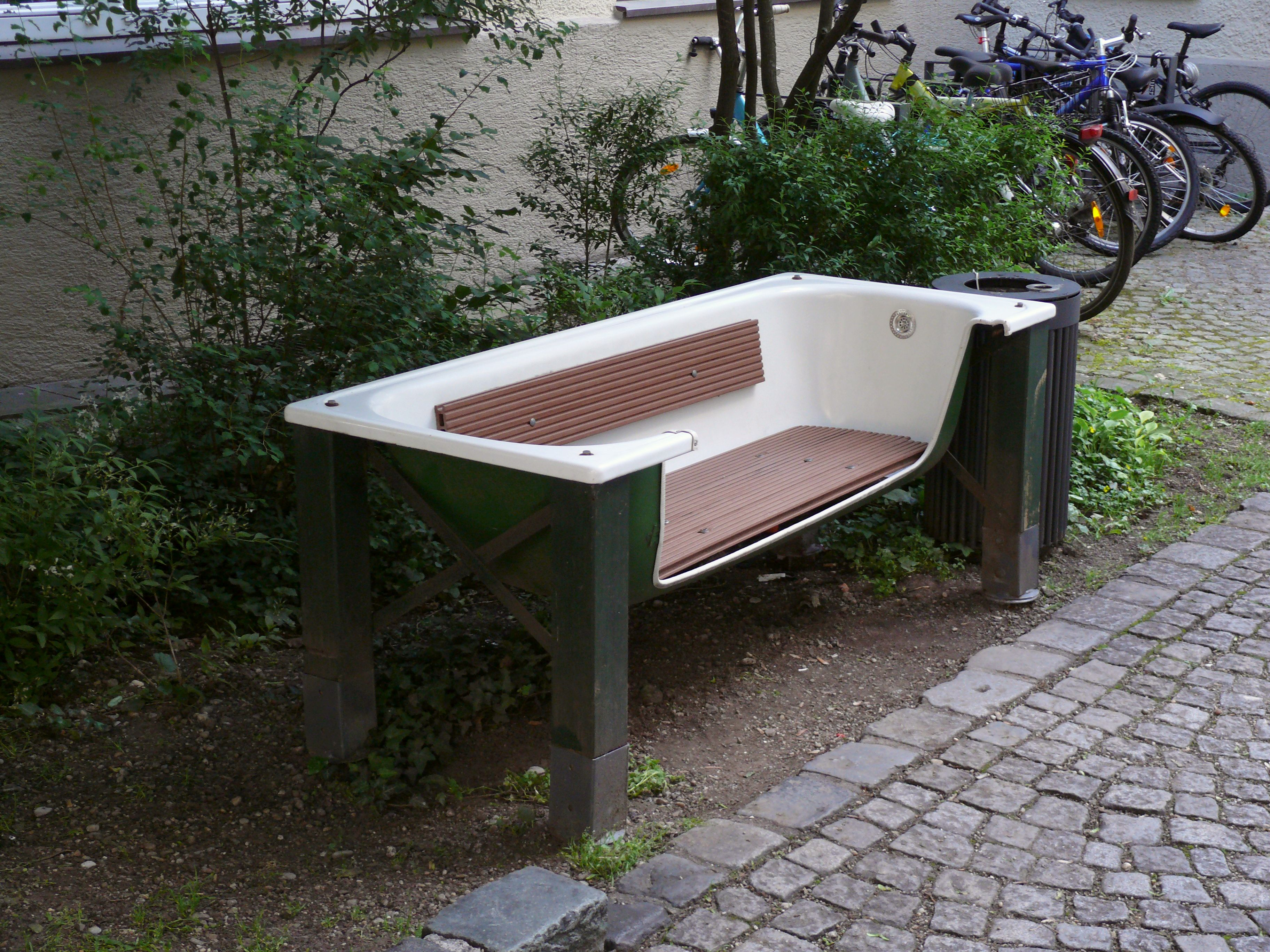
Baignoire tranformée en banc public à Munich

Certains objets neufs peuvent avoir bénéficié d'écotechnologies innovantes les rendant moins nocifs pour l'environnement qu'un objet équivalent réemployé. Seul une analyse du cycle de vie (écobilan) poussé permet de savoir s'il vaut mieux réutiliser ou remplacer un objet, surtout si sa technologie diffère. Par exemple, conserver une voiture ancienne à essence ou diesel servant peu est moins bénéfique que de la remplacer par un véhicule électrique équivalent.

## Qui est concerné?
Le réemploi nécessite la coopération de nombreux acteurs, notamment dans le secteur du BTP (le plus gros producteur de déchets en tonnage dans le monde), de l'amont à l'aval de la filière : en France, outre le particulier comme émetteur ou réutilisateur potentiel, la réglementation a identifié « les maîtres d'ouvrage, maîtres d'œuvre, constructeurs et promoteurs, architectes, bureaux d'études, économistes de la construction, opérateurs de diagnostics, entreprises du bâtiment, industriels des matériaux de construction et des systèmes techniques du bâtiment ».

## Conditions
La réutilisation nécessite souvent des phases d'identification, de démontage et réparation ou préparation. Elle est facilitée par l'existence de réseaux de collecte, de remise en état ou mise en sécurité, puis de mise en circulation de dons, rachats ou produits à injecter dans le marché de l'occasion ou issu de celui-ci (incluant les systèmes de ventes de particulier à particulier, dépôt-vente qui représentent 112 millions d'euros de ventes en France en 2007, brocantes, braderies ou vide-greniers, etc.).
Le réemploi peut également être une remise en circuit de produit en parfait état. Comme exemple, du mobilier de bureau ou nombre de parcs informatiques se retrouvent sur la voie des déchetteries, par manque de disponibilité immédiate de repreneurs potentiels. Il y a parfois inadéquation entre l'offre et la demande d'article d'occasion. Emmabuntüs aide les Communautés Emmaüs à reconditionner les ordinateurs qui leur sont donnés pour les vendre dans leurs magasins.
En France, sont obligatoirement ainsi traités les matériaux issus de démolitions de bâtiment, ou d'une « partie majoritaire de bâtiment », et les opérations de rénovations classées significative, c'est-à-dire concernant la destruction ou le remplacement d'au moins deux des éléments de second œuvre mentionnés suivants :
a) Plus de la moitié de la surface cumulée des planchers ne déterminant pas la résistance ou la rigidité de l'ouvrage ;
b) Plus de la moitié de la surface cumulée des cloisons extérieures ne déterminant pas la résistance ou la rigidité de l'ouvrage ;
c) Plus de la moitié des huisseries extérieures ;
d) Plus de la moitié de la surface cumulée des cloisons intérieures ;
e) Plus de la moitié des installations sanitaires et de plomberie ;
f) Plus de la moitié des installations électriques ;
g) Plus de la moitié des systèmes de chauffage.
Le marché de l'occasion professionnel fait ainsi office de sauvetage écologique et parfois culturel. Quand l'état d'un objet ou d'un produit le permet, sa remise sur le marché permet de prolonger sa durée d'utilisation.
Durant les trente dernières années du XXe siècle, le gaspillage a été encouragé par la société de consommation et la mode des objets jetables, la réparation a parfois même été défavorisée par les producteurs, dont certains ont recours à l'obsolescence programmée. Mais l'économie verte, basée sur l'écoconception rénove l'intérêt du réemploi.
- Un contexte de type « économie de la fonctionnalité », encouragé par le Grenelle de l'environnement, pourrait encourager le développement de filières de réemploi.
- Les nouvelles technologies apportent de nouvelles opportunités de développement pour le réusage ou réemploi, notamment avec des plateformes web de recyclage collaboratif (don et « récupe » d'objets en tous genres) ou de troc.

## Intérêt
Après une longue phase de déconsidération (le réemploi était fait grâce aux chiffonniers, ferrailleurs, cordonniers, rétameurs, etc., métiers peu considérés), le réemploi trouve un certain regain d'intérêt[réf. souhaitée]. Il est souvent (selon l'écobilan du produit ancien ou de son équivalent neuf) un des moyens de :
- s'équiper à moindre frais ;
- diminuer l'empreinte écologique d'une activité (BTP notamment), d'une collectivité ;
- économiser des ressources naturelles ;
- limiter les émissions de gaz à effet de serre ou de polluants générés par l'élimination d'un produit en fin de vie ;
- créer et entretenir des emplois et filières locales ;
- favoriser une économie circulaire valorisant et optimisant le recyclage, avec des boucles plus ou moins locales ou distantes (une partie des objets récupérés est acheminé vers des pays plus pauvres) ;
- limiter le gaspillage ;
- de manière générale, favoriser une économie décarbonée.

## Principes
Dans les pays où elles existent, les ressourceries et « matériauthèques » (où l'on peut trouver de la terre, des briques, dalles de pierre naturelle, des isolants, des matériaux de finitions intérieures, des armatures armatures...), et le développement des filières de réemploi, contribuent sur leur territoire à la récupération, la valorisation et la revente de ces objets, souvent dans une démarche parallèle d'éducation à l'environnement et dans le cadre d'un schéma de gestion des déchets du territoire.
Au quotidien, elles donnent la priorité à la prévention, au réemploi, puis au recyclage des déchets en sensibilisant leur public (architectes notamment) à l'acquisition de comportements vertueux et respectueux de l'environnement (écocitoyenneté), avec des bénéfices potentiels nombreux et démontrés : « réduction de l'extraction de ressources, limitation de la production de déchets, réduction de la perte de biodiversité, réduction des émissions de gaz à effet de serre, limitation des importations et activation des ressources humaines des territoires ».
Parallèlement, des centres facilitateurs, de collecte, de stockage et redistribution de matériaux et objets provenant de chantiers de démolition ou de rénovation et destinés au réemploi se développent. Les matériaux et objets proposés par ces matériauthèques sont reconditionnés et mis à disposition des architectes et autres professionnels du bâtiment ou de particuliers, pour servir à de nouveaux projets de construction.
Ils sont nécessaires à l'organisation de la filière et à la réduction de l'empreinte carbone de la construction, déconstruction et rénovation. Ils génèrent des emplois locaux non délocalisables, souvent dans le cadre de l'économie sociale et solidaire. En France où la plateforme PEMD peine à se développer en dépit du soutien de l'Ademe et de la loi AGEC (10 février 2020), relative à la lutte contre le gaspillage et à l'économie circulaire, en 2025, le réemploi, autrefois courant, est devenu marginal dans le secteur du bâtiment.
Des magasins gratuits permettent aussi l'échange d'objets réemployés, sans participation monétaire.

## Freins
La réparation des biens (hors véhicules) est rarement favorisée par les producteurs, et est en forte diminution depuis les années 1980-1990. Un des indicateurs, l'argent dépensé en réparation, le montre ; il était tombé à 2,1 milliards d'euros en 2008, après une forte diminution (-24 % de 1990 à 2008) ; et une chute de -40 % pour la réparation des appareils ménagers. Il semble néanmoins que l'argent consacré à réparer des biens audiovisuels a ré-augmenté après 2000 et reste en progression (mais peut-être en raison du nombre croissant de ces biens et de pannes fréquentes). Certains appareils non conçus pour être réparés ont un coût prohibitif de réparation ou de mise à jour (par exemple, par ajout de carte mémoire, batterie soudée au produit, etc.).
Un frein souvent cité est la crainte de performances techniques amoindries de ces matériaux, ou de manque de garanties ou de clarté sur les responsabilités dans un secteur de la construction « encore organisé dans une logique de production linéaire », ce pourquoi, diverses études encouragent un cadre technique spécifiquement adapté aux matériaux de réemploi et le développer de  méthodes consensuelles pour déclarer ou démontrer leurs performances.
Tout matériaux déjà utilisé peut avoir des performances qui ont été modifiées par divers facteurs durant sa durée de vie antérieure. Ses propriétés peuvent s'être dégradées (ex. : porosité des tuiles augmentant avec l'âge), ou inversement il peut s'être bonifié avec le temps (moindres émissions de COV pour les produits de construction anciens, bois plus sec et stabilisé pour un bois anciens...).

## Limites et risques
Les performances des matériaux de réemploi doivent être réactualisées, au cas par cas, ce qui implique idéalement de connaître l'origine et l'histoire du matériau récupéré et de l'examiner en place avant son démontage. « Par exemple, un élément structurel soumis à des charges témoignera de sa résistance mécanique ». Il convient d'être prudent avec des matériaux proviennent d'un site pollué ou d'une ancienne installation industrielle polluante ; certains matériaux pollués, polluants ou contaminés (bactéries, virus, radioactivité) ne devant être réemployés qu'avec des précautions adaptées, ou ne devant pas l'être. De nombreux déchets industriels tels que les mâchefers et stériles miniers sont recyclés.

## En Europe
La directive européenne 2008/98/CE du 19 novembre 2008 hiérarchise les solutions de gestion des déchets en demandant de préférer tant que possible la prévention, puis la préparation en vue d'un réemploi, avant le recyclage qui peut générer des matières premières secondaires (MPS) se substituant à des matières premières vierges ; les autres modes de valorisation étant en dernier ressort l'incinération avec valorisation énergétique, et enfin l'élimination des déchets ultimes (enfouissement...).

### En France
Vers 2011, le réemploi et la réutilisation auraient pu concerner environ dix millions de tonnes de déchets, mais seuls 825 000 tonnes en faisaient l'objet. Le secteur de la récupération domestique représente alors 70 571 entreprises tous secteurs confondus.
La loi « Grenelle 1 » devait, à horizon 2012, diminuer de 7 % de la production d'ordures ménagères et assimilés par habitant, dont en encourageant le don d'objets dont on n'a plus l'usage, et la réparation. La loi anti-gaspillage pour une économie circulaire (AGEC, 2021) vise notamment à déployer avant 2040 des alternatives pour la réduction des emballages en matières plastiques, par des interdictions et des dispositifs tels que la consigne et la vente de vrac.
Les ventes de matériel, habits, etc. d'occasion, de particulier à particulier, s'élèveraient à 5 milliards d'euros en 2007, à comparer aux 284 milliards d'euros estimés de ventes de biens manufacturés du commerce de détail (hors automobile)[réf. nécessaire]. Peut-être à cause de l'effet de la crise économique de 2008, ces ventes d'objets neufs auraient augmenté de 1,5 % en 2008, c'est-à-dire bien moins rapidement que celles des biens d'occasion (+6 %).
Deux décrets précisent les modalités de gestion des « produits, équipements, matériaux et des déchets issus de la démolition ou de la rénovation significative de bâtiments », dont la mise en place de la plateforme PEMD (en lien avec diagnostic PEMD), créé et gérée par le Centre Scientifique et Technique du Bâtiment (CSTB). Une démolition ou rénovation est dite significative si la surface cumulée de plancher de l'ensemble des bâtiments concernés est supérieure à 1 000 m2, ou si au moins un bâtiment concerné a accueilli une activité agricole, commerciale ou industrielle et des substances classées comme dangereuses y ont été utilisées, stockées, fabriquées ou distribuées.
En 2020, le programme d'action collective « Booster du Réemploi » a été lancé par des maîtres d'ouvrage, à l'initiative de Groupama, pour booster le réemploi des matériaux dans le secteur du bâtiment. Par des appels à projets ou d'autre moyens, il accompagne les maîtres d'ouvrages (publics et privés) et d'autres acteurs de cette filière émergente (de la production et du reconditionnement des matériaux issus de la déconstruction à leur mise en œuvre sur les chantiers de construction ou de réhabilitation). En 2024, le projet « SPIROU » a proposé des outils et notes techniques pour aider la filière.

## Exemples
- Le Mouvement Emmaüs, un des acteurs majeurs du réemploi, organise des collectes de matériel et des ventes aux particuliers.
- L'auto-réparation de vélo est facilitée par plusieurs ateliers participatifs et solidaires.
- Les cafés d'auto-réparation apprennent et encadrent l'auto-réparation d'ustensiles du quotidien.
- Dans l'art, le programme new yorkais Materials for the Arts (en) et l'association française La Réserve des arts organisent le réemploi à destination du milieu culturel et des associations.
- Les projets de consigne de bouteilles ou de contenants regroupés dans le Réseau consigne comme Ma bouteille s'appelle Reviens en Drôme-Ardèche.
- Des ateliers re-créatifs ouverts au public pour réparer, réutiliser et réemployer, comme l'atelier MAD à Auch dans le Gers[réf. nécessaire].
- Des entrepôts de matériaux de seconde main se créent (par exemple Cycle Up, créé sur le site internet de l'enseigne de bricolage Castorama), qui est un outils d'estimation des potentialités de matériaux[31].
- De plus en plus d'entreprises et d'administrations réemploient leurs mobilier, équipements, matériel et matériaux conformément à la loi AGIEC[32] (par exemple, Corecylage crée des plateformes pour optimiser le réemploi interne inter-sites et le réemploi en faveur des collaborateurs et des associations, du fait de leurs obligations légales et pour des questions de RSE et de CSRD[33]
- La fédération RCube.org regroupe depuis 2012 les professionnels du réemploi, de la réparation, du reconditionnement et de la sensibilisation, afin de travailler collectivement sur les bonnes pratiques, l'évolution des lois (comme AGIEC ou CSRD) avec les pouvoirs publics, travailler sur des schémas de labélisation de qualité des produits et des entreprises (comme le label RecQ[34]) ou représenter ses membres au sein de commissions comme la CIFREP[35] ou le CNEC[36].